# اونیدا (ویسکنسین)
اونیدا (به انگلیسی: Oneida) یک منطقهٔ مسکونی در ایالات متحده آمریکا است که در ویسکانسین واقع شده‌است. اونیدا ۱۵۷٫۶ کیلومتر مربع مساحت و ۴٬۰۰۱ نفر جمعیت دارد و ۲۰۷ متر بالاتر از سطح دریا واقع شده‌است.